# Voyelle fermée centrale arrondie
La voyelle fermée (ou haute) centrale arrondie est une voyelle utilisée dans certaines langues. Son symbole dans l'alphabet phonétique international est [ʉ], et son équivalent en symbole X-SAMPA est }.
Le symbole de l'API représente un u barré (le symbole [u] non barré représentant une voyelle haute postérieure arrondie).

## Caractéristiques
- Son degré d'aperture est fermée, ce qui signifie que la langue est positionnée aussi proche que possible du palais.
- Son point d'articulation est central, ce qui signifie que la langue est placée au milieu de la bouche, à mi-chemin entre une voyelle postérieure et une voyelle antérieure.
- Son caractère de rondeur est arrondi, ce qui signifie que les lèvres sont arrondies.

## Langues
- Anglais (du dialecte de Californie, Australie) : boot [bʉ̟ːt] « botte »
- Suédois : ful [fʉ̟ːl] « laid »